# Timo Dewin
Timo Dewin (* 2. Mai 1989) ist ein belgischer Eishockeyspieler, der seit 2018 bei den Cold Play Sharks in der belgisch-niederländischen BeNe League spielt.

## Karriere
Timo Dewin begann seine Karriere als Eishockeyspieler bei Olympia Heist op den Berg. Für Olympia debütierte er als 16-Jähriger in der belgischen Ehrendivision. 2009 wechselte er zum Ligakonkurrenten HYC Herentals, mit dem er 2012 belgischer Meister sowie 2012 und 2013 Pokalsieger wurde. Von 2010 bis 2012 nahm er mit seiner Mannschaft auch am North Sea Cup teil. Anschließend wechselte er mit HYC Herentals in die niederländische Ehrendivision. Ab 2015 spielte er mit dem Klub in der belgisch-niederländischen BeNe League, die er mit dem Team 2016 gewinnen konnte. Zudem gewann er mit HYC 2016 das Double aus belgischer Meisterschaft und Pokal und 2018 eine weitere Meisterschaft. 2018 wechselte er zum Ligakonkurrenten Cold Play Sharks aus Mechelen.
International

Für Belgien nahm Dewin im Juniorenbereich an den U18-Weltmeisterschaften der Division III 2005 und der Division II 2006 und 2007 sowie den U20-Weltmeisterschaften der Division II 2008 und 2009 teil.
Mit der Herren-Nationalmannschaft spielte Dewin bei den Weltmeisterschaften der Division II 2012, 2013, 2014, 2015, 2016 und 2017, wobei 2012 der Aufstieg von der B- in die A-Gruppe der Division II gelang.

## Erfolge und Auszeichnungen
- 2005 Aufstieg in die Division II bei der U18-Weltmeisterschaft der Division III
- 2012 mit Belgien Aufstieg in die Division II, Gruppe A, bei der Weltmeisterschaft der Division II, Gruppe B
- 2012 Belgischer Meister mit HYC Herentals
- 2012 Belgischer Pokalsieger mit HYC Herentals
- 2013 Belgischer Pokalsieger mit HYC Herentals
- 2016 Gewinn der BeNe League mit HYC Herentals
- 2016 Belgischer Meister und Pokalsieger mit HYC Herentals
- 2017 Belgischer Meister und Pokalsieger mit HYC Herentals
- 2018 Belgischer Meister mit HYC Herentals

## Statistik
(Stand: Ende der Spielzeit 2017/18)